# Nothrotheriops
Genre
Nothrotheriops est un genre fossile de Paresseux terrestres qui vivait au Pléistocène dans le Sud des États-Unis. De la taille d'un ours, c'est un paresseux de taille moyenne. Il est attribué depuis 2004 à la famille des Nothrotheriidae.

## Historique

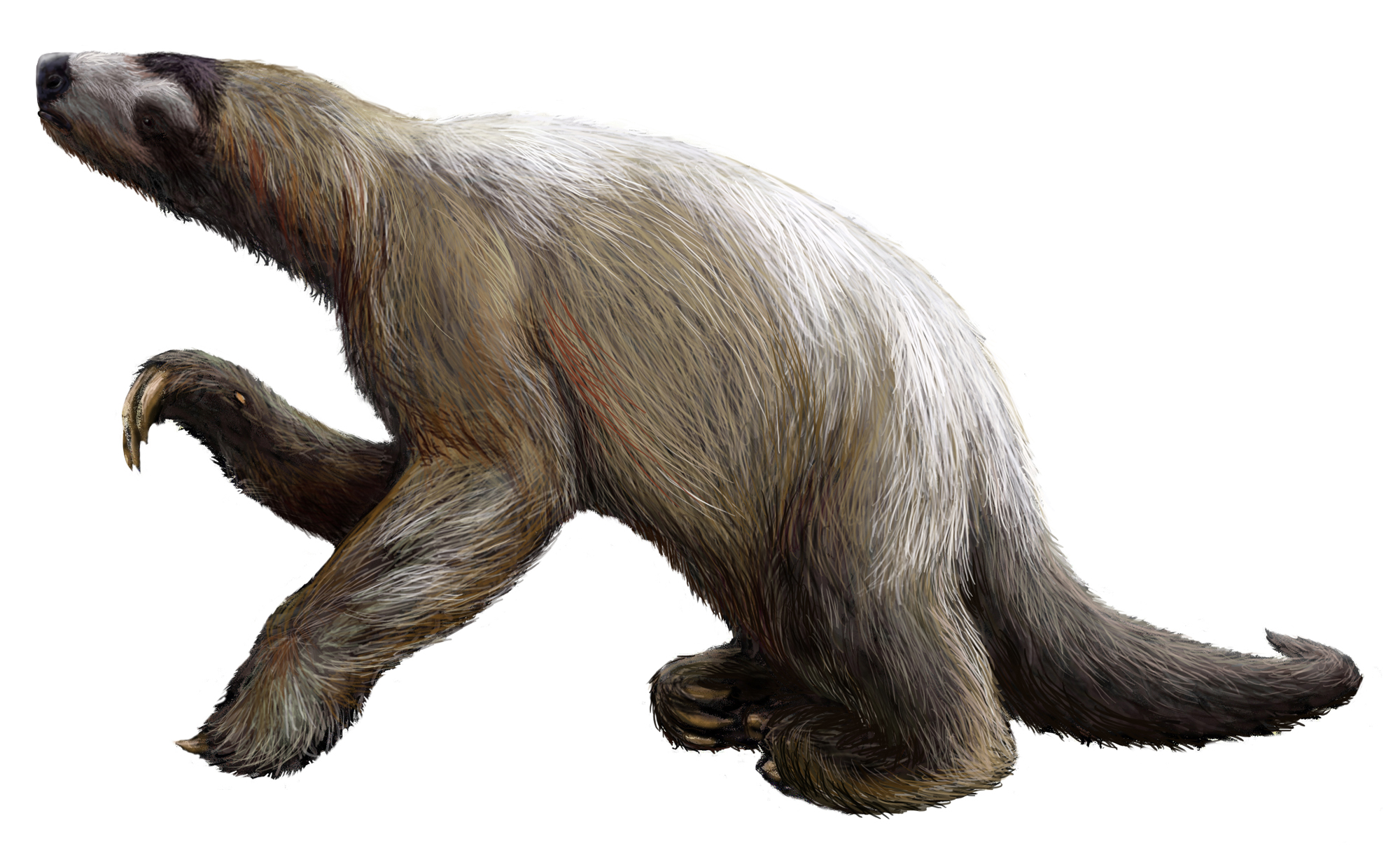
Reconstitution de N. shastensis.

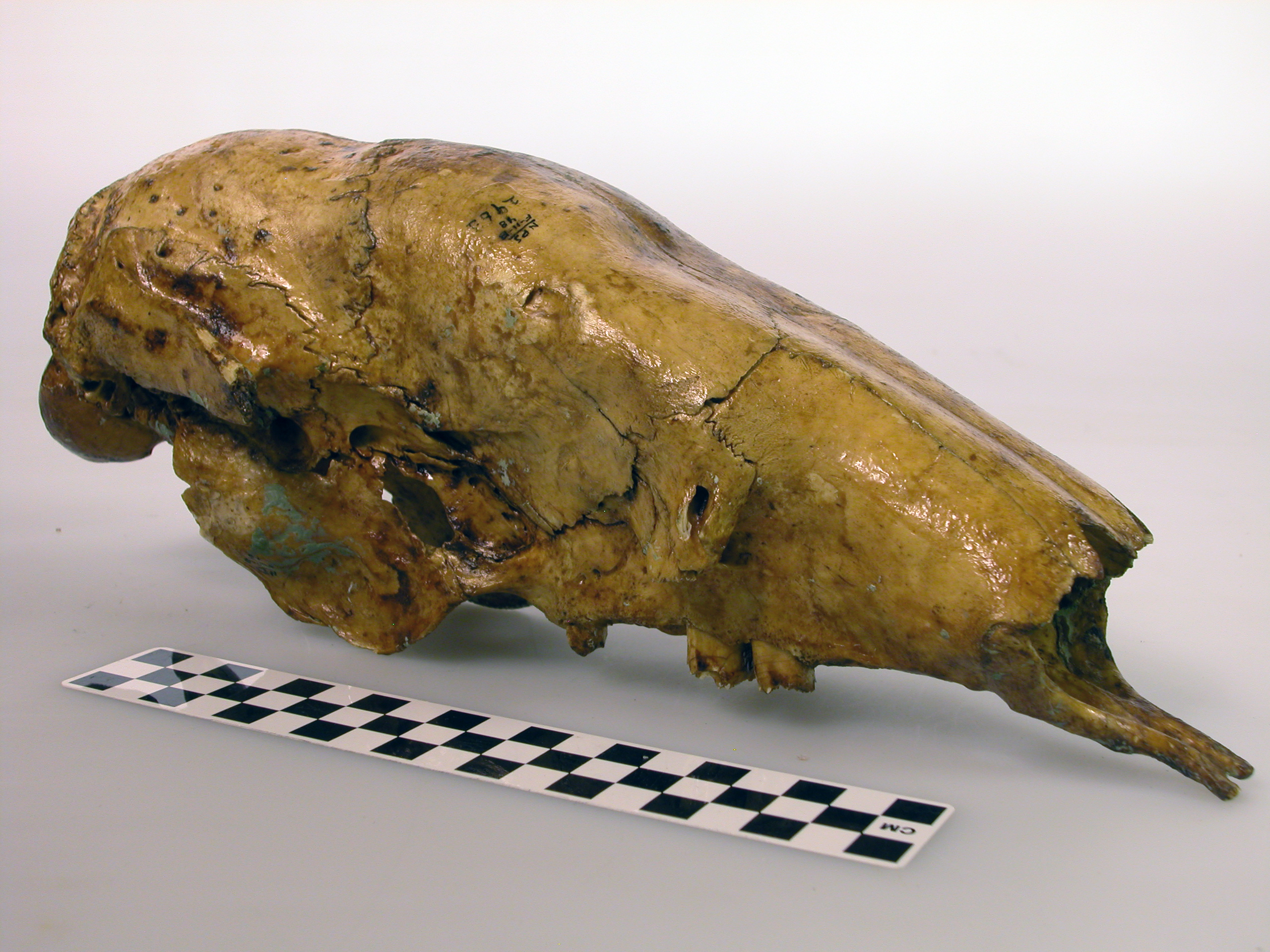
Crâne de Nothrotheriops shastensis.

Le genre Nothrotheriops a été décrit en 1954 par le paléontologue français Robert Hoffstetter. Les deux espèces aujourd'hui rattachées à ce genre avaient été décrites auparavant sous le nom de genre Nothrotherium, respectivement en 1904 par le paléontologue William Sinclair sur la base d'un fossile trouvé en Californie, et en 1916 par le paléontologue Oliver Perry Hay sur la base d'un fossile trouvé au Texas, et ont ensuite été réattribuées.
Des fossiles de Nothrotheriops shastensis ont été trouvés un peu partout dans le Sud-Ouest des États-Unis. Le spécimen le plus célèbre a été exhumé d'un tunnel de lave du Aden Crater (en), au Nouveau-Mexique. Il a été trouvé avec du pelage et des tendons préservés. Ce spécimen presque complet est exposé au musée Peabody d'histoire naturelle de l'université Yale, à New Haven, dans le Connecticut.
De nombreuses bouses de Nothrotheriops ont été trouvées dans le Sud-Ouest des États-Unis et ont donné un aperçu du régime alimentaire de cette espèce. Les fouilles de la grotte Rampart, en Arizona, ont livré une quantité respectable de pelage et de bouse de paresseux, ce qui a permis aux scientifiques d'utiliser les techniques de datation par le carbone 14 pour établir la période à laquelle il a vécu.

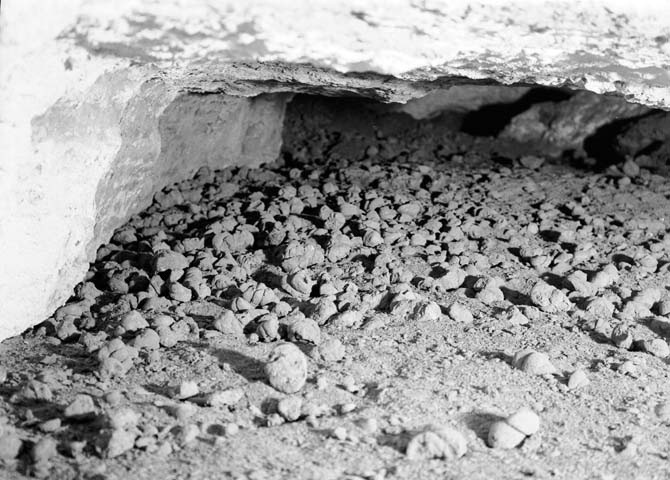
Excréments fossilisés de N. shastensis de la grotte Rampart, Arizona. NPS, 1936.

## Liste des espèces
- Nothrotheriops shastensis (Sinclair, 1904)
- Nothrotheriops texanus (Hay, 1916)

## Description
Nothrotheriops shastensis atteignait 2,75 m de la tête à la queue et pesait 250 kg. Cette espèce était donc moins grande que certaines des espèces contemporaines d'Amérique du Nord comme Eremotherium, qui pouvait peser plus de trois tonnes et mesurer 6 m de long. N. shastensis avait de grandes et robustes pattes arrière et une queue puissante et musculeuse qu'il utilisait pour former un trépied d'appui à chaque fois qu'il passait de la position quadrupède à la position bipède.

## Chronologie
L'ancêtre de Nothrotheriops s'est étendu de l'Amérique du Sud vers l'Amérique du Nord pendant le Grand échange faunique interaméricain, il y a environ 2,6 millions d'années. Le dernier spécimen connu est daté de 13 000 ans avant le présent. Le genre a donc disparu vers la même époque que les autres représentants de la mégafaune du Pléistocène en Amérique.

## Aire géographique
Nothrotheriops s'étendait dans tout le Sud des États-Unis, de la Californie jusqu'à la Floride.

## Paléoécologie
Nothrotheriops shastensis se comportait comme tous les paresseux terrestres en Amérique, se nourrissant de diverses plantes comme le Sphaeralcea ambigua, les cactus et les yucca. Il était chassé par divers prédateurs locaux, comme Smilodon, dont les paresseux ont pu se défendre en se dressant sur leurs pattes arrière et en fauchant avec leurs longues griffes antérieures. Les mêmes griffes ont aussi pu servir comme outils pour dépasser les épines des plantes et attraper les fleurs et les fruits tendres. Par ailleurs, les paresseux terrestres de Shasta ont pu avoir une langue préhensile (comme une girafe) pour arracher les feuilles des branches.